# Margot Lindén
Margot Lindén, född 10 februari 1925 i Stockholm, död 17 mars 1962 i Hässelby, var en svensk skådespelare.

## Filmografi
- 1942 – En sjöman i frack
- 1943 – En melodi om våren
- 1946 – Det regnar på vår kärlek
- 1946 – Ungdom i fara
- 1948 – Janne Vängmans bravader
- 1950 – Hjärter Knekt

## Teater

### Roller (ej komplett)
| År   | Roll                 | Produktion                | Regi          | Teater   |
| ---- | -------------------- | ------------------------- | ------------- | -------- |
| 1948 | Den lilla proverskan | En vildfågel Jean Anouilh | Rune Carlsten | Dramaten |